# Саут-Бруксвилл (Флорида)
Саут-Бруксвилл (англ. South Brooksville) — статистически обособленная местность, расположенная в округе Эрнандо (штат Флорида, США) с населением в 1376 человек по статистическим данным переписи 2000 года.

## География
По данным Бюро переписи населения США статистически обособленная местность Саут-Бруксвилл имеет общую площадь в 9,32 квадратных километров, из которых 9,06 кв. километров занимает земля и 0,26 кв. километров — вода. Площадь водных ресурсов округа составляет 2,79 % от всей его площади.
Статистически обособленная местность Саут-Бруксвилл расположена на высоте 35 м над уровнем моря.

## Демография
По данным переписи населения 2000 года в Саут-Бруксвилл проживало 1376 человек, 386 семей, насчитывалось 559 домашних хозяйств и 636 жилых домов. Средняя плотность населения составляла около 147,64 человек на один квадратный километр. Расовый состав населённого пункта распределился следующим образом: 58,72 % белых, 37,35 % — чёрных или афроамериканцев, 0,15 % — коренных американцев, 0,44 % — азиатов, 2,18 % — представителей смешанных рас, 1,16 % — других народностей. Испаноговорящие составили 4,36 % от всех жителей статистически обособленной местности.
Из 559 домашних хозяйств в 29,0 % воспитывали детей в возрасте до 18 лет, 43,3 % представляли собой совместно проживающие супружеские пары, в 20,2 % семей женщины проживали без мужей, 30,8 % не имели семей. 25,8 % от общего числа семей на момент переписи жили самостоятельно, при этом 14,3 % составили одинокие пожилые люди в возрасте 65 лет и старше. Средний размер домашнего хозяйства составил 2,46 человек, а средний размер семьи — 2,93 человек.
Население статистически обособленной местности по возрастному диапазону по данным переписи 2000 года распределилось следующим образом: 25,9 % — жители младше 18 лет, 8,6 % — между 18 и 24 годами, 23,6 % — от 25 до 44 лет, 23,0 % — от 45 до 64 лет и 18,8 % — в возрасте 65 лет и старше. Средний возраст жителей составил 39 лет. На каждые 100 женщин в Саут-Бруксвилл приходилось 84,5 мужчин, при этом на каждые сто женщин 18 лет и старше приходилось 80,7 мужчин также старше 18 лет.
Средний доход на одно домашнее хозяйство статистически обособленной местности составил 28 073 доллара США, а средний доход на одну семью — 25 956 долларов. При этом мужчины имели средний доход в 27 292 доллара США в год против 20 938 долларов среднегодового дохода у женщин. Доход на душу населения статистически обособленной местности составил 28 073 доллара в год. 11,5 % от всего числа семей в населённом пункте и 16,1 % от всей численности населения находилось на момент переписи населения за чертой бедности, при этом 16,9 % из них были моложе 18 лет и 11,7 % — в возрасте 65 лет и старше.